# Lista de locais históricos de Miyagi
Esta lista é de Locais históricos do Japão localizado dentro da Prefeitura de Miyagi.

## Locais históricos nacionais
Desde 1 de Agosto de 2014, trinta e cinco locais foram designados como sendo de  significado nacional (incluindo um * Local Histórico Especial); o Dewa Sendai Kaidō Nakayamagoe passagem abrange as fronteiras prefeiturais com Yamagata.
Predefinição:Sítios históricos do Japão